# Ore wa Seikan Kokka no Akutoku Ryōshu
Ore wa Seikan Kokka no Akutoku Ryōshu! (俺は星間国家の悪徳領主！ Ta là lãnh chúa tà ác của quốc gia ở giữa muôn vì sao!) là một bộ light novel do Mishima Yomu sáng tác và Takamine Nadare vẽ minh họa. Bộ truyện khởi đầu là một web novel, được đăng dài kỳ trên trang web Shōsetsuka ni Narō từ ngày 15 tháng 8 năm 2018. Về sau Overlap mua lại và xuất bản dưới ấn hiệu light novel Overlap Bunko từ ngày 25 tháng 7 năm 2020.
Bản chuyển thể manga do Nadashima Kai minh họa, đăng dài kỳ trên trang web manga Comic Gardo của Overlap từ ngày 29 tháng 5 năm 2021. Bản chuyển thể anime do Quad sản xuất lên sóng trong tháng 4 năm 2025.

## Nội dung
Một người đàn ông Nhật Bản đã phải chịu cảnh bất hạnh vì tính cách chính trực và tốt bụng. Anh bị vợ của mình lừa dối và hãm hại, cấp trên đổ tội vì những điều anh ấy không làm. Trước lúc qua đời, một kẻ tự xưng là Người hướng dẫn đề nghị cho anh chuyển sinh ở một thế giới khác, nơi anh có thể sống ích kỷ như ý muốn.

## Nhân vật
Liam Sera Banfield (リアム・セラ・バンフィールド Riamu Sera Banfīrudo)
Lồng tiếng bởi: Hanae Natsuki, Maeda Kaori (lúc nhỏ), Toshiya Miyata (kiếp trước)
Liam là người đứng đầu nhà Banfield thuộc Đế chế Algrand. Thừa hưởng sản nghiệp cùng với một khoản nợ khổng lồ từ bố mẹ và ông bà để lại sau khi họ quyết định bỏ trốn, đùn đẩy trách nhiệm trả nợ cho cậu. Kiếp trước cậu từng là một người tốt, nhưng lại phải chịu cảnh bất hạnh do bị người vợ mình yêu thương lừa dối và cấp trên trong công ty đổ tội, vì vậy nên lúc cuối đời khi được trao cho cơ hội làm lại ở thế giới khác, cậu quyết định sẽ trở thành một kẻ độc ác vào kiếp sau. Tuy nhiên, những kế hoạch dài hạn của cậu lại khiến cậu giống một người hùng hơn là kẻ xấu.
Người hướng dẫn (案内人 Annai-nin)
Lồng tiếng bởi: Koyasu Takehito
Một quái nhân ăn cảm xúc tiêu cực và sống bằng sự đau khổ của người khác. Hắn biến cuộc sống kiếp trước của Liam thành địa ngục bằng cách giúp người vợ lừa dối và giúp cấp trên vu khống cậu ta. Việc đưa Liam đến thế giới mới cũng không nằm ngoài mục đích giúp cậu ấy được hạnh phúc, rồi tìm cách lấy nó đi để cậu chìm trong đau khổ và tuyệt vọng. Nhưng không may những kế hoạch hắn ta bày ra nhằm hãm hại Liam ở thế giới này lại trở thành những phước lành khi vô tình giúp đỡ cậu phát triển. Liam ở thế giới này không bị mọi người coi là người xấu, cậu cũng không phải chịu đau khổ nên chỉ toàn những cảm xúc tích cực, lại còn lầm tưởng người hướng dẫn giúp đỡ mình nên cảm thấy biết ơn hắn ta, từ đó khiến hắn bị thương và chịu đau đớn.
Amagi (天城)
Lồng tiếng bởi: Ueda Reina
Là một người máy hầu gái của Liam, do mẹ của anh là Darcie Sera Banfield tặng trước khi bỏ rơi anh lúc mới năm tuổi. Amagi do chính Liam thiết kế và sử dụng các vật liệu cao cấp nhất để chế tạo. Mặc dù Đế chế Algrand coi thường việc sử dụng AI, nhưng Liam vẫn tin tưởng và nhiều lần trao lại quyền lực để cô giúp quản lý lãnh địa của mình.
Brian Beaumont (ブライアン・ボーモント Buraian Bōmonto)
Lồng tiếng bởi: Yōji Ueda
Tổng quản gia của gia tộc Liam.
Nias Carlin (ニアス・カーリン Niasu Kārin)
Lồng tiếng bởi: Ayana Taketatsu
Nữ kỹ sư của nhà máy sản xuất vũ khí thứ bảy.
Christiana Leta Rosebreyer (クリスティアナ・レタ・ローズブレイア Kurisutiana Reta Rōzubureia)
Lồng tiếng bởi: Mikako Komatsu
Nữ kỵ sĩ được Liam cứu thoát từ tay không tặc Goaz.
Yasushi (安士)
Lồng tiếng bởi: Shin'ichirō Miki
Sư phụ của Liam.

## Chuyển thể

### Light novel
Light novel do Mishima Yomu sáng tác, đăng dài kỳ trên trang web Shōsetsuka ni Narō kể từ ngày 15 tháng 8 năm 2018. Overlap đã mua lại và xuất bản nó dưới ấn hiệu light novel Overlap Bunko từ ngày 25 tháng 7 năm 2020, do Takamine Nadare vẽ minh họa. Tính đến 25 tháng 7 năm 2025, họ xuất bản tổng cộng 11 tập.
Seven Seas Entertainment đã mua giấy phép phát hành phiên bản tiếng Anh ở khu vực Bắc Mỹ.
| #  | Phát hành tiếng Nhật | Phát hành tiếng Nhật |
| #  | Ngày phát hành       | ISBN                 |
| -- | -------------------- | -------------------- |
| 1  | 25 tháng 7 năm 2020  | 978-4-86554-694-1    |
| 2  | 25 tháng 12 năm 2020 | 978-4-86554-801-3    |
| 3  | 25 tháng 4 năm 2021  | 978-4-86554-888-4    |
| 4  | 25 tháng 10 năm 2021 | 978-4-8240-0020-0    |
| 5  | 25 tháng 4 năm 2022  | 978-4-8240-0159-7    |
| 6  | 25 tháng 12 năm 2022 | 978-4-8240-0359-1    |
| 7  | 25 tháng 5 năm 2023  | 978-4-8240-0499-4    |
| 8  | 25 tháng 1 năm 2024  | 978-4-8240-0682-0    |
| 9  | 25 tháng 10 năm 2024 | 978-4-8240-0969-2    |
| 10 | 25 tháng 3 năm 2025  | 978-4-8240-1113-8    |
| 11 | 25 tháng 7 năm 2025  | 978-4-8240-1254-8    |

Một bộ light novel spin-off của nó mang tên Atashi wa Seikan Kokka no Eiyū Kishi! (あたしは星間国家の英雄騎士！ n.đ. 'Tôi là Kị sĩ anh hùng của nhà nước giữa các vì sao!'), được đăng dài kỳ trên trang web Shōsetsuka ni Narō từ ngày 16 tháng 11 năm 2021, sau đó cũng được Overlap mua lại và phát hành dưới ấn hiệu Overlap Bunko từ ngày 25 tháng 12 năm 2022, vẫn do Takamine Nadare vẽ minh họa. Tính đến ngày 25 tháng 3 năm 2025 họ xuất bản tổng cộng 4 tập.
Phiên bản tiếng Anh của nó do Seven Seas Entertainment mua giấy phép và phát hành ở Bắc Mỹ.
| # | Phát hành tiếng Nhật | Phát hành tiếng Nhật |
| # | Ngày phát hành       | ISBN                 |
| - | -------------------- | -------------------- |
| 1 | 25 tháng 12 năm 2022 | 978-4-8240-0358-4    |
| 2 | 25 tháng 9 năm 2023  | 978-4-8240-0604-2    |
| 3 | 25 tháng 6 năm 2024  | 978-4-8240-0849-7    |
| 4 | 25 tháng 3 năm 2025  | 978-4-8240-1112-1    |

### Manga
Bản chuyển thể manga cùng tên Ore wa Seikan Kokka no Akutoku Ryōshu! do Nadashima Kai minh họa, đăng dài kỳ trên trang web manga Comic Gardo của Overlap kể từ ngày 29 tháng 5 năm 2021. Tập đầu tiên của truyện phát hành vào ngày 25 tháng 10 năm 2021, tính đến ngày 25 tháng 4 năm 2025 họ xuất bản tổng cộng 8 tập.
Seven Seas Entertainment cũng mua lại giấy phép phát hành bản tiếng Anh tại Bắc Mỹ.
| # | Phát hành tiếng Nhật | Phát hành tiếng Nhật |
| # | Ngày phát hành       | ISBN                 |
| - | -------------------- | -------------------- |
| 1 | 25 tháng 10 năm 2021 | 978-4-8240-0030-9    |
| 2 | 25 tháng 4 2022      | 978-4-8240-0170-2    |
| 3 | 25 tháng 10 năm 2022 | 978-4-8240-0317-1    |
| 4 | 25 tháng 4 năm 2023  | 978-4-8240-0478-9    |
| 5 | 25 tháng 10 năm 2023 | 978-4-8240-0640-0    |
| 6 | 25 tháng 4 năm 2024  | 978-4-8240-0811-4    |
| 7 | 25 tháng 10 năm 2024 | 978-4-8240-0990-6    |
| 8 | 25 tháng 4 năm 2025  | 978-4-8240-1169-5    |

Bản chuyển thể manga spin-off Atashi wa Seikan Kokka no Eiyū Kishi!, do Ishiguchi Jū minh họa từ light novel spin-off cùng tên cũng được đăng dài kỳ trên trang web Comic Gardo từ ngày 21 tháng 7 năm 2023. Tập tankōbon đầu tiên phát hành vào ngày 25 tháng 12 năm 2023, và tập mới nhất là tập 3, phát hành ngày 25 tháng 4 năm 2025.
Bản tiếng Anh do Seven Seas Entertainment mua bản quyền phát hành ở Bắc Mỹ.
| # | Phát hành tiếng Nhật | Phát hành tiếng Nhật |
| # | Ngày phát hành       | ISBN                 |
| - | -------------------- | -------------------- |
| 1 | 25 tháng 12 năm 2023 | 978-4-8240-0691-2    |
| 2 | 25 tháng 6 năm 2024  | 978-4-8240-0864-0    |
| 3 | 25 tháng 4 năm 2025  | 978-4-8240-1168-8    |

### Anime
Bản chuyển thể anime truyền hình của Ore wa Seikan Kokka no Akutoku Ryōshu! được thông báo vào ngày 20 tháng 10 năm 2024. Anime sẽ do Quad sản xuất, Yanagisawa Tetsuya làm đạo diễn, Takayama Katsuhiko viết kịch bản, Morimae Kazuya thiết kế nhân vật, âm nhạc do Seo Yūsuke và Narita Shun đảm nhiệm. Bài hát chủ đề mở đầu "Uchū-teki Mystery" do Saishū Mirai Shōjo thể hiện, bài hát chủ đề kết thúc "Nantonaku" sẽ do Nagi Fujisaki thể hiện. Anime bắt đầu phát sóng vào tháng 4 năm 2025 trong khung giờ Animazing!!! trên các đài truyền hình chi nhánh của ANN, gồm ABC và TV Asahi. Công ty TNHH truyền thông Muse mua bản quyền phát sóng ở khu vực Đông Nam Á. Crunchyroll mua bản quyền phát sóng tiếng Đức.
| # | Tựa đề                            | Ngày phát sóng      | Đạo diễn tập phim | Kịch bản           | Bảng phân cảnh      |
| - | --------------------------------- | ------------------- | ----------------- | ------------------ | ------------------- |
| 1 | Phục thù (復讐 Fukushū)           | 6 tháng 4 năm 2025  | Mizuki Iwata      | Katsuhiko Takayama | Tetsuya Yanagisawa  |
| 2 | Chuyển sinh (転生 Tensei)         | 13 tháng 4 năm 2025 | Sumito Sasaki     |                    | Katsuhiko Nishijima |
| 3 | Nhất thiểm phái (一閃流 Issenryū) | 20 tháng 4 năm 2025 |                   |                    |                     |
| 4 | Uijin (初陣 Uijin)                | 27 tháng 4 năm 2025 |                   |                    |                     |